# Rumäniens damlandslag i basket

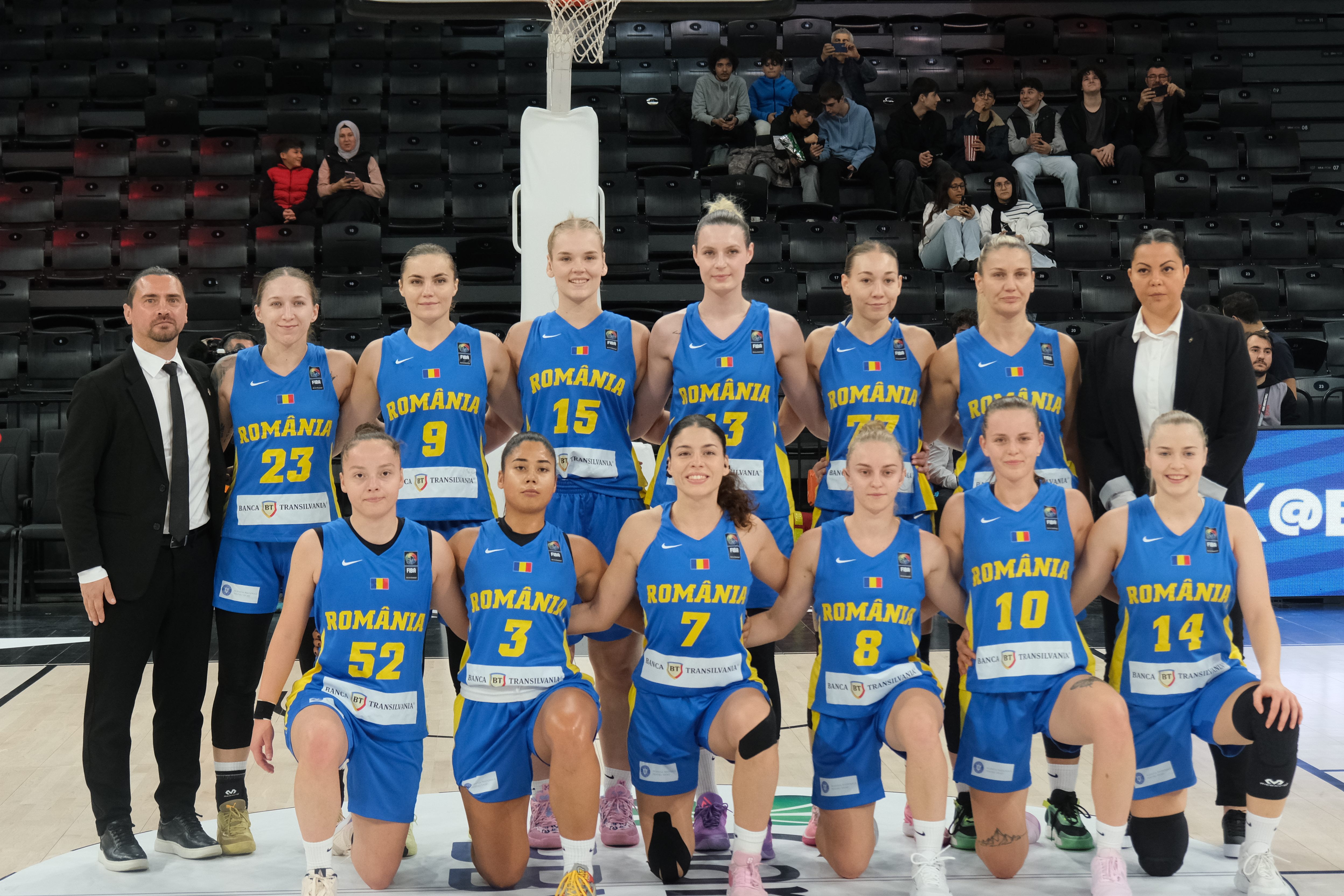

Rumäniens damlandslag i basket representerar Rumänien i basket på damsidan. Laget deltog i Europamästerskapet första gången 1950 Laget deltog även i världsmästerskapet 1959, och slutade där på sjätte plats.

### Fotnoter
1. ↑  Todor Krastev (20 mars 1950). ”Women Basketball II European Championship 1950 Budapest (HUN) - 14-20.05 Winner Soviet Union” (på engelska). Sport Statistics. Arkiverad från originalet den 3 juli 2015. https://web.archive.org/web/20150703185316/http://todor66.com/basketball/Europe/Women_1950.html. Läst 17 juni 2015.
2. ↑  Todor Krastev (20 mars 1959). ”Women Basketball World Championship 1959 Moscow (URS) - 10-18.10 Winner Soviet Union” (på engelska). Sport Statistics. Arkiverad från originalet den 20 september 2015. https://web.archive.org/web/20150920054509/http://todor66.com/basketball/World/Women_1959.html. Läst 17 juni 2015.